# Faiza Darkhani
Faiza Darkhani (nacida hacia 1992) es una ecologista afgana, activista por los derechos de la mujer y educadora. En 2021 formó parte de la lista 100 Mujeres BBC, que incluye a las mujeres más inspiradoras e influyentes del mundo. Darkhani es una de las pocas estudiosas del cambio climático en Afganistán. Fue directora de la Agencia Nacional de Protección del Medio Ambiente en la provincia de Badakhshan.
Estudió en la Universidad de Badakhshan y posteriormente en la Universidad de Putra Malasia (también conocida como Universiti Putra Malaysia), donde obtuvo un máster en arquitectura paisajística. Sus investigaciones se centran en la gestión sostenible de paisajes urbanos y la relación entre agricultura urbana y seguridad alimentaria.